# 茜茜公主 (动画剧集)
《茜茜公主》（法語：Princesse Sissi）是一部儿童动画剧集。它于1997年10月29日在法国第三频道和意大利Rai 1频道首播，后来于1998年9月5日在加拿大的Radio-Canada首播。这部剧集是由萨班国际巴黎公司、安纳西映画集团有限公司、德国广播电视一台代表处、法国第三频道和意大利广播电视公司RAI共同制作的，根据奥地利皇后伊丽莎白的故事改编，她被昵称为“茜茜”。

## 内容简介
一个独特的巴伐利亚女孩茜茜的生活在她遇见迷人而高贵的王子弗朗茨和卡尔的那天之后永远改变了。茜茜和弗朗茨很快就坠入爱河，开始为未来制定计划，但很多人的干预让他们的婚礼被多次推迟。茜茜和弗朗茨必须面对嫉妒、欺骗、叛国以及奥地利和匈牙利之间的危险。